# Ширнин, Анатолий Александрович
Анато́лий Алекса́ндрович Ширни́н (25 сентября 1939, с. Путятино, Добровский район, Липецкая область, РСФСР, СССР) — советский и российский скульптор-монументалист, живописец, член Союза художников СССР. Заслуженный художник Российской Федерации (2002), заслуженный деятель искусств Марийской АССР (1973). Лауреат Государственной премии Марийской АССР (1975) и премии Марийского комсомола им. О. Ипая (1974). Автор Монумента Воинской Славы г. Йошкар-Олы (1967—1973).

## Биография
Родился 25 сентября 1939 года в с. Путятино Липецкой области.
В 1959 году окончил Московское художественно-промышленное училище им. М. Калинина (отделение скульптуры), в 1967 году — Строгановское высшее художественно-промышленное училище г. Москвы (факультет монументально декоративной скульптуры).
В 1967—1996 годах — сотрудник Марийских мастерских Художественного фонда РСФСР, с 1996 года — на свободной творческой работе.
В настоящее время живёт и работает в г. Йошкар-Оле.

## Художественное творчество
Член Союза художников СССР.
Был приглашён на работу в г. Йошкар-Олу главным архитектором города П. А. Самсоновым. Автор Монумента воинской славы г. Йошкар-Олы (1967—1973), представляющего собой 20-метровый гранитный столб, на котором установлена 6-метровая фигура воина-победителя. В 1975 году за эту работу был награждён Золотой медалью ВДНХ.
Автор памятника-фонтана г. Йошкар-Олы «В космос» (1967—1975) — дипломной работы в Строгановском училище г. Москвы. Также является автором скульптурной композиции «Марий Эл» в венгерском городе Сомбатхей.
Создал проекты множества мемориальных досок, бюстов, надгробных памятников известным уроженцам г. Йошкар-Олы, барельефов.
Долгие годы работает в творческом тандеме со своим учеником, скульптором С. Яндубаевым. Многие современные памятники марийской столицы и Марий Эл созданы благодаря их творческим усилиям: памятники Йошкину коту, Барону фон Келлеру, Труженикам тыла в Парке Победы г. Йошкар-Олы, святым Петру и Февронии, поэту и актёру Йывану Кырле, народному писателю Марий Эл Аркадию Крупнякову, поэту и белогвардейцу Александру Котомкину-Савинскому, национальному герою Акпарсу в Горномарийском районе республики. В числе этих памятников — барельеф с профилями основоположников марксизма-ленинизма на здании Общественно-политического центра Республики Марий Эл (г. Йошкар-Ола, пр. Гагарина, 8).
В 2021 году А. Ширнин и С. Яндубаев стали авторами памятника «Пожарным и спасателям», торжественно открытого 29 апреля т. г. в Воскресенском парке г. Йошкар-Олы. Композиция представляет собой собирательный образ — фигуру человека, выносящего ребёнка на руках из огня, рядом с ними — собака.
Проявил себя как живописец: автор портретов поэта и киноактёра Й. Кырли (1986), академика А. Сахарова (1991), художников И. Кононова (1981), С. Яндубаева (1982), С. Подмарёва (1990), А. Усолова (1991). Им оформлены медали «Лев Толстой» (1997), «Владимир Высоцкий» (2003).
Участник международных, всесоюзных, всероссийских и региональных художественных выставок. В 2014 году в Национальном музее Республики Марий Эл им. Т. Евсеева к 75-летию скульптора открылась персональная выставка его работ. Здесь было представлено более 30 работ — уменьшенные копий бюстов, памятников и монументов.
Его работы хранятся в музеях Йошкар-Олы, Козьмодемьянска, в частных коллекциях.

## Звания и награды
- Заслуженный художник Российской Федерации (2002)[2]
- Заслуженный деятель искусств Марийской АССР (1973)[3]
- Государственная премия Марийской АССР (1975)[3]
- Премия Марийского комсомола им. О. Ипая (1974)[2]
- Золотая медаль ВДНХ (1975)[1]
- Почётная грамота Президиума Верховного Совета Марийской АССР (1985)[2]